# Ivan Biakov
Ivan Ivanovich Biakov (em russo: Иван Иванович Бяков) (Kirovo-Chepetsk, 21 de setembro de 1944 - Kiev, 4 de novembro de 2009) foi um biatleta soviético. Nos Jogos Olímpicos de Inverno de 1972, em Sapporo, e de 1976, em Innsbruck, ele ganhou medalha de ouro com a equipe de revezamento soviética.